# Butot-Vénesville
Butot-Vénesville és un municipi francès situat al departament del Sena Marítim i a la regió de Normandia. L'any 2007 tenia 272 habitants.

## Demografia

### Població
El 2007 la població de fet de Butot-Vénesville era de 272 persones. Hi havia 100 famílies de les quals 22 eren unipersonals (9 homes vivint sols i 13 dones vivint soles), 22 parelles sense fills, 43 parelles amb fills i 13 famílies monoparentals amb fills.
La població ha evolucionat segons el següent gràfic:
Habitants censats

### Habitatges
El 2007 hi havia 128 habitatges, 98 eren l'habitatge principal de la família, 26 eren segones residències i 4 estaven desocupats. 124 eren cases i 1 era un apartament. Dels 98 habitatges principals, 69 estaven ocupats pels seus propietaris, 25 estaven llogats i ocupats pels llogaters i 4 estaven cedits a títol gratuït; 1 tenia dues cambres, 10 en tenien tres, 25 en tenien quatre i 63 en tenien cinc o més. 75 habitatges disposaven pel capbaix d'una plaça de pàrquing. A 33 habitatges hi havia un automòbil i a 55 n'hi havia dos o més.

### Piràmide de població
La piràmide de població per edats i sexe el 2009 era:
| Homes | Edats   | Dones |
| ----- | ------- | ----- |
| 0     | 95 o +  | 0     |
| 0     | 90 a 94 | 0     |
| 0     | 85 a 89 | 4     |
| 0     | 80 a 84 | 4     |
| 0     | 75 a 79 | 0     |
| 0     | 70 a 74 | 4     |
| 8     | 65 a 69 | 0     |
| 8     | 60 a 64 | 8     |
| 0     | 55 a 59 | 0     |
| 4     | 50 a 54 | 4     |
| 16    | 45 a 49 | 4     |
| 12    | 40 a 44 | 20    |
| 12    | 35 a 39 | 8     |
| 12    | 30 a 34 | 12    |
| 4     | 25 a 29 | 8     |
| 4     | 20 a 24 | 8     |
| 12    | 15 a 19 | 12    |
| 16    | 10 a 14 | 12    |
| 32    | 5 a 9   | 12    |
| 4     | 0 a 4   | 24    |

## Economia
El 2007 la població en edat de treballar era de 190 persones, 133 eren actives i 57 eren inactives. De les 133 persones actives 117 estaven ocupades (64 homes i 53 dones) i 17 estaven aturades (11 homes i 6 dones). De les 57 persones inactives 16 estaven jubilades, 14 estaven estudiant i 27 estaven classificades com a «altres inactius».

### Ingressos
El 2009 a Butot-Vénesville hi havia 91 unitats fiscals que integraven 270 persones, la mediana anual d'ingressos fiscals per persona era de 14.961,5 €.

### Activitats econòmiques
Els 2 establiments que hi havia el 2007 eren d'empreses de comerç i reparació d'automòbils.
L'any 2000 a Butot-Vénesville hi havia 6 explotacions agrícoles que ocupaven un total de 378 hectàrees.

## Equipaments sanitaris i escolars
El 2009 hi havia una escola elemental integrada dins d'un grup escolar amb les comunes properes formant una escola dispersa.

## Poblacions més properes
El següent diagrama mostra les poblacions més properes.